# 무법자 제시 제임스
무법자 제시 제임스(Jesse James)는 미국에서 제작된 헨리 킹 감독의 1939년 서부 영화이다. 타이론 파워 등이 주연으로 출연하였고 대릴 F. 자눅 등이 제작에 참여하였다.

## 출연

### 주연
- 타이론 파워
- 헨리 폰다

### 조연
- 낸시 켈리
- 랜돌프 스코트
- 헨리 헐
- 슬림 서머빌
- J. 에드워드 브롬버그

## 제작진
- 협력프로듀서: 누널리 존슨
- 미술: 윌리암 S. 달링
- 미술: 조지 더들리
- 의상: 로이어